# 贝达里约
贝达里约（法語：Bédarieux，法語發音：[bedaʁjø]，奧克語發音：[bedariws]），法国南部城市，奥克西塔尼大区埃罗省的一个市镇，隶属于贝济耶区，其市镇面积为27.82平方公里，2022年1月1日时人口数量为5,820人，在法国城市中排名第1,917位。
贝达里约位于埃罗省西北部，奥尔布河畔，贝济耶－讷萨格铁路由此通过，因当地历史上的煤矿及铝土矿开采而兴盛，现为一个区域性的中心城市。

## 地名来源
“Bédarieux”一名最初于公元1164年以“Bedeiriae”的形式被记载，该名称的来源及含义尚存在争议。法国地名学家阿尔贝·多扎认为该名称出自拉丁语“Betarium”，其中“Beta”转写自“Beda”，意为红甜萝卜。法国地名学家埃内斯特·内格尔认为“-rieux”这一后缀出自拉丁语“-rivus”，意为“溪流”，可能与当地的自然景观有关。
贝达里约所处区域在19世纪以前通行奥克语，“Bédarieux”对应的奥克语拼写为“Bedarius”。

## 历史

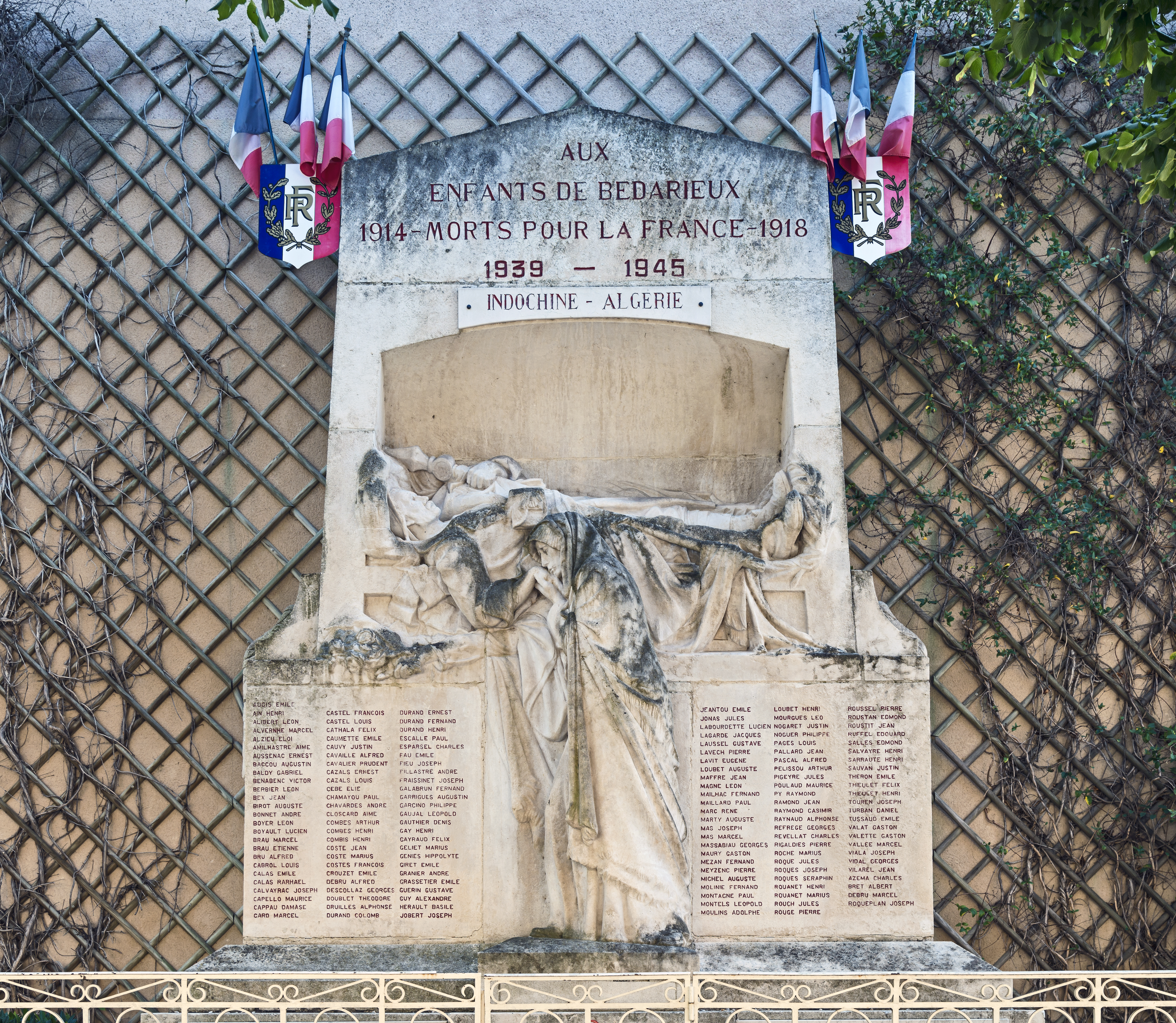
一战烈士纪念碑

贝达里约的早期历史尚不清楚。中世纪中后期，贝达里约已成为一个以纺织和皮革加工作为主要经济来源的商业集镇，但当地在宗教战争期间曾遭到破坏。法国大革命后，贝达里约成为埃罗省的一个市镇。19世纪初，贝达里约附近发现煤炭资源，彼时正值西欧工业革命时期，能源需求量极大，贝达里约的煤炭资源得到开采，当地人口数量快速增加。为接纳大量外来矿工，奥尔布河左岸的平原街区（La Plaine）被规划为大型工矿生活区，该地兴建了宿舍、剧场、学校、银行、教堂等设施。1858年，途径贝达里约的贝济耶－讷萨格铁路建成运营，该铁路一度成为法国中南部的铁路干线，并于1931年完成电气化改造。19世纪末，随着贝达里约的城市扩张，原有的贝达里约火车站已无法满足旅客需求，1884年，位于奥尔布河右岸的新火车站及铁路外绕线建成运营，而原有的铁路线则成为煤矿专用铁路。除煤炭外，贝达里约附近亦有铝土矿资源分布，位于佩泽讷莱米讷境内的吕土矿自1902年起得到开采。20世纪70年代，受到能源危机影响，贝达里约煤矿产量大幅下降，最终于1974年彻底关闭。贝达里约煤矿专用铁路则于1975年废弃。

## 地理

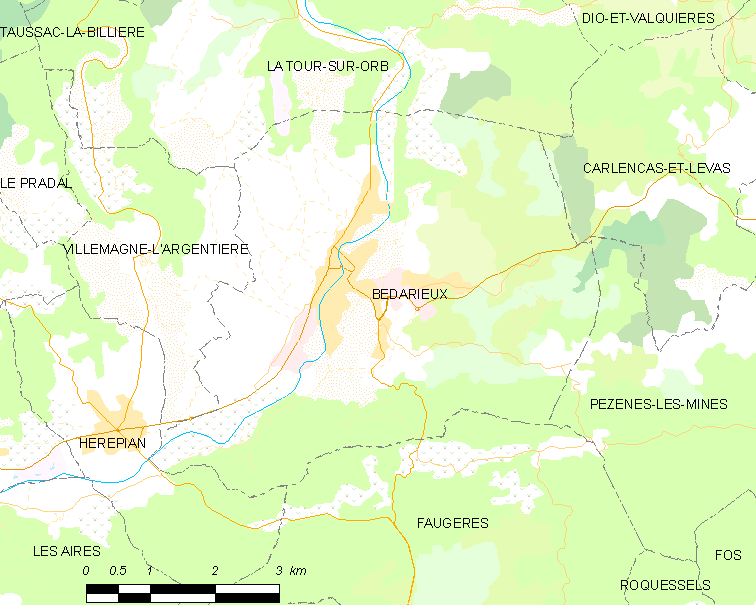
贝达里约市镇范围地图

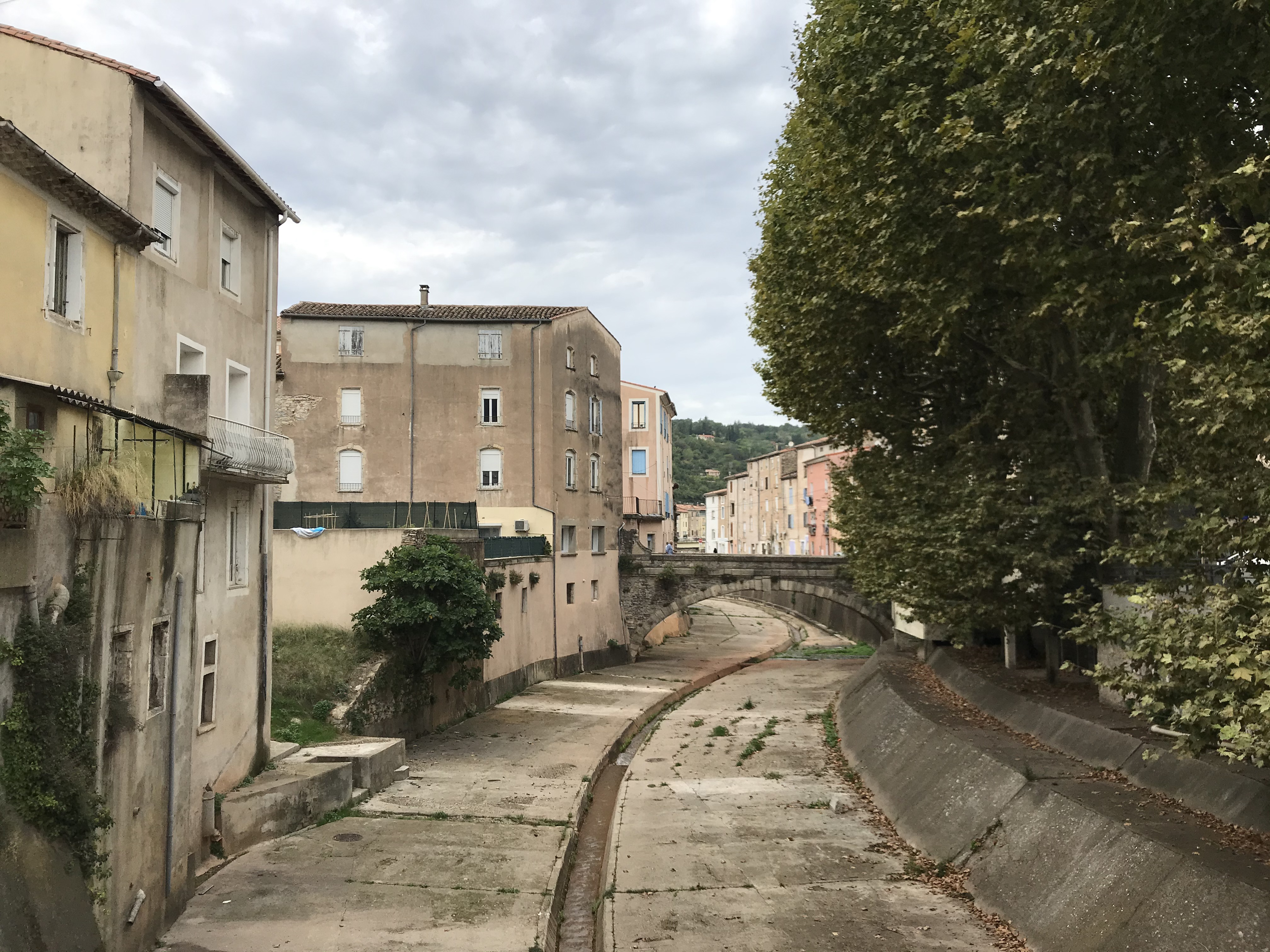
韦布尔溪

贝达里约位于法国南部，奥克西塔尼大区东部偏南和埃罗省西北部，距离省会蒙彼利埃大约73公里。与贝达里约接壤的市镇包括：奥尔布河畔拉图尔、卡尔朗卡和勒瓦、福热尔、埃雷皮扬、佩泽讷莱米讷、维勒马涅-拉让蒂耶尔。

### 地形
贝达里约位于法国中央高原东南部，埃斯康多尔格山西南麓，境内以丘陵为主，市镇中心位于地势较为平坦的河谷地区，东西两侧为山地，全境海拔在184到520米之间。

### 水文
奥尔布河自北向西南流经贝达里约镇中心并独立注入地中海，其左岸支流韦布尔溪（ruisseau de Vèbres）在贝达里约与其交汇。

### 植被
贝达里约属于温带阔叶混交林区，部分区域有少量针叶林分布，林地主要分布于河流附近及山地地带。
在鲜花城市的评比中，贝达里约被评为2星级鲜花城市。

### 气候
贝达里约在柯本气候分类法中属于带有山地特征的地中海气候。
贝达里约境内设有气象站，以下为该气象站的数据（其中日照数据取自米约）：
| 贝达里约 1981年－2019年 | 贝达里约 1981年－2019年 | 贝达里约 1981年－2019年 | 贝达里约 1981年－2019年 | 贝达里约 1981年－2019年 | 贝达里约 1981年－2019年 | 贝达里约 1981年－2019年 | 贝达里约 1981年－2019年 | 贝达里约 1981年－2019年 | 贝达里约 1981年－2019年 | 贝达里约 1981年－2019年 | 贝达里约 1981年－2019年 | 贝达里约 1981年－2019年 | 贝达里约 1981年－2019年 |
| 月份                    | 1月                     | 2月                     | 3月                     | 4月                     | 5月                     | 6月                     | 7月                     | 8月                     | 9月                     | 10月                    | 11月                    | 12月                    | 全年                    |
| ----------------------- | ----------------------- | ----------------------- | ----------------------- | ----------------------- | ----------------------- | ----------------------- | ----------------------- | ----------------------- | ----------------------- | ----------------------- | ----------------------- | ----------------------- | ----------------------- |
| 历史最高温 °C（°F）     | 18.1 (64.6)             | 22.9 (73.2)             | 23.9 (75.0)             | 27 (81)                 | 31.6 (88.9)             | 37.3 (99.1)             | 37.5 (99.5)             | 38 (100)                | 34.1 (93.4)             | 28.9 (84.0)             | 23.9 (75.0)             | 19.1 (66.4)             | 38 (100)                |
| 平均高温 °C（°F）       | 6.1 (43.0)              | 7.3 (45.1)              | 10.8 (51.4)             | 13.5 (56.3)             | 17.7 (63.9)             | 21.9 (71.4)             | 25.5 (77.9)             | 25.1 (77.2)             | 20.7 (69.3)             | 15.5 (59.9)             | 9.7 (49.5)              | 6.9 (44.4)              | 15.1 (59.2)             |
| 日均气温 °C（°F）       | 3.2 (37.8)              | 3.9 (39.0)              | 6.7 (44.1)              | 9.1 (48.4)              | 13.1 (55.6)             | 16.9 (62.4)             | 19.9 (67.8)             | 19.6 (67.3)             | 15.9 (60.6)             | 11.9 (53.4)             | 6.7 (44.1)              | 4 (39)                  | 10.9 (51.6)             |
| 平均低温 °C（°F）       | 0.2 (32.4)              | 0.4 (32.7)              | 2.6 (36.7)              | 4.7 (40.5)              | 8.6 (47.5)              | 11.9 (53.4)             | 14.3 (57.7)             | 14.1 (57.4)             | 11.1 (52.0)             | 8.3 (46.9)              | 3.6 (38.5)              | 1.1 (34.0)              | 6.7 (44.1)              |
| 历史最低温 °C（°F）     | −17.5 (0.5)             | −15 (5)                 | −12.9 (8.8)             | −5.5 (22.1)             | −1.3 (29.7)             | 3 (37)                  | 6.3 (43.3)              | 4.9 (40.8)              | 1.6 (34.9)              | −4.1 (24.6)             | −8.1 (17.4)             | −13 (9)                 | −17.5 (0.5)             |
| 平均降水量 mm（）       | 55.4 (2.18)             | 47.4 (1.87)             | 42.5 (1.67)             | 69.9 (2.75)             | 73.4 (2.89)             | 60.5 (2.38)             | 39.7 (1.56)             | 54.8 (2.16)             | 77.7 (3.06)             | 79.6 (3.13)             | 69.1 (2.72)             | 61.6 (2.43)             | 731.6 (28.80)           |
| 月均日照時數            | 100.3                   | 126.9                   | 173                     | 183.4                   | 217.6                   | 262.1                   | 296                     | 260.9                   | 207.7                   | 132.1                   | 99.6                    | 98.1                    | 2,157.7                 |
| 来源：infoclimat.fr     |                         |                         |                         |                         |                         |                         |                         |                         |                         |                         |                         |                         |                         |

## 行政区划
贝达里约的市镇编号为34028，邮政编号为34600。
在行政管理方面，贝达里约隶属于法国奥克西塔尼大区埃罗省贝济耶区；在地方选举方面，贝达里约隶属于克莱蒙莱罗县，其市镇范围全境被划入埃罗省第五选区；在社会管理方面，贝达里约是大奥尔布市镇公共社区的办公驻地。
贝达里约市镇被划为5个街区，并实行街区自治制度。贝达里约的市中心街区（Centre Ville）为城市政策优先街区。
法国国家统计与经济研究所（简称）在进行数据统计时，将贝达里约及相邻的另外8个市镇设为贝达里约城市核心区（Unité urbaine de Bédarieux），并将包括核心区在内的周边共12个市镇划为贝达里约城市区（Aire urbaine de Bédarieux）。自2020年起，贝达里约城市区被包含26个市镇的贝达里约城市辐射区代替。此外，还将贝达里约市镇分为了4个“块区”（IRIS），以便于统计人口分布情况。

## 交通

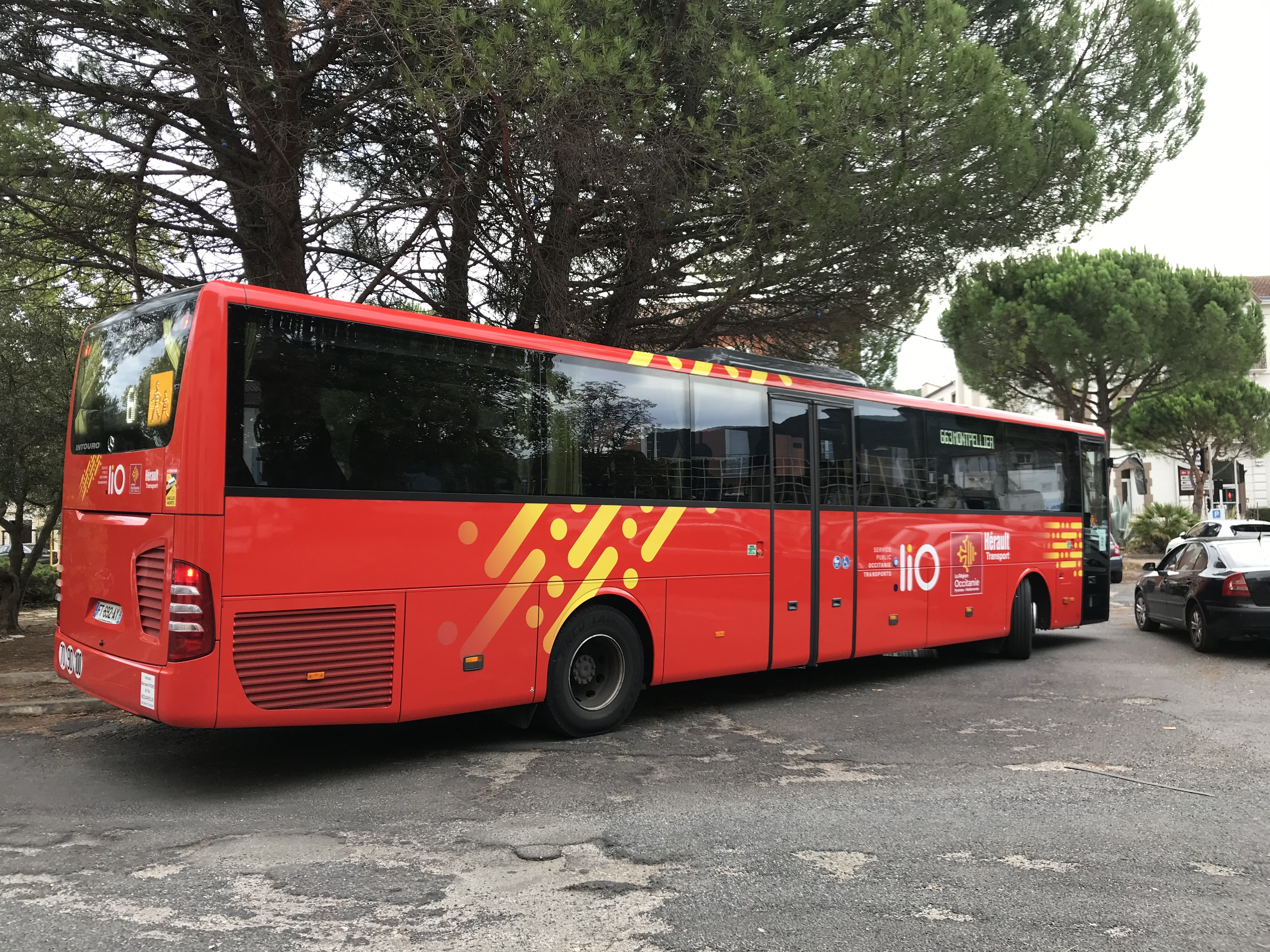
途径贝达里约的城际巴士

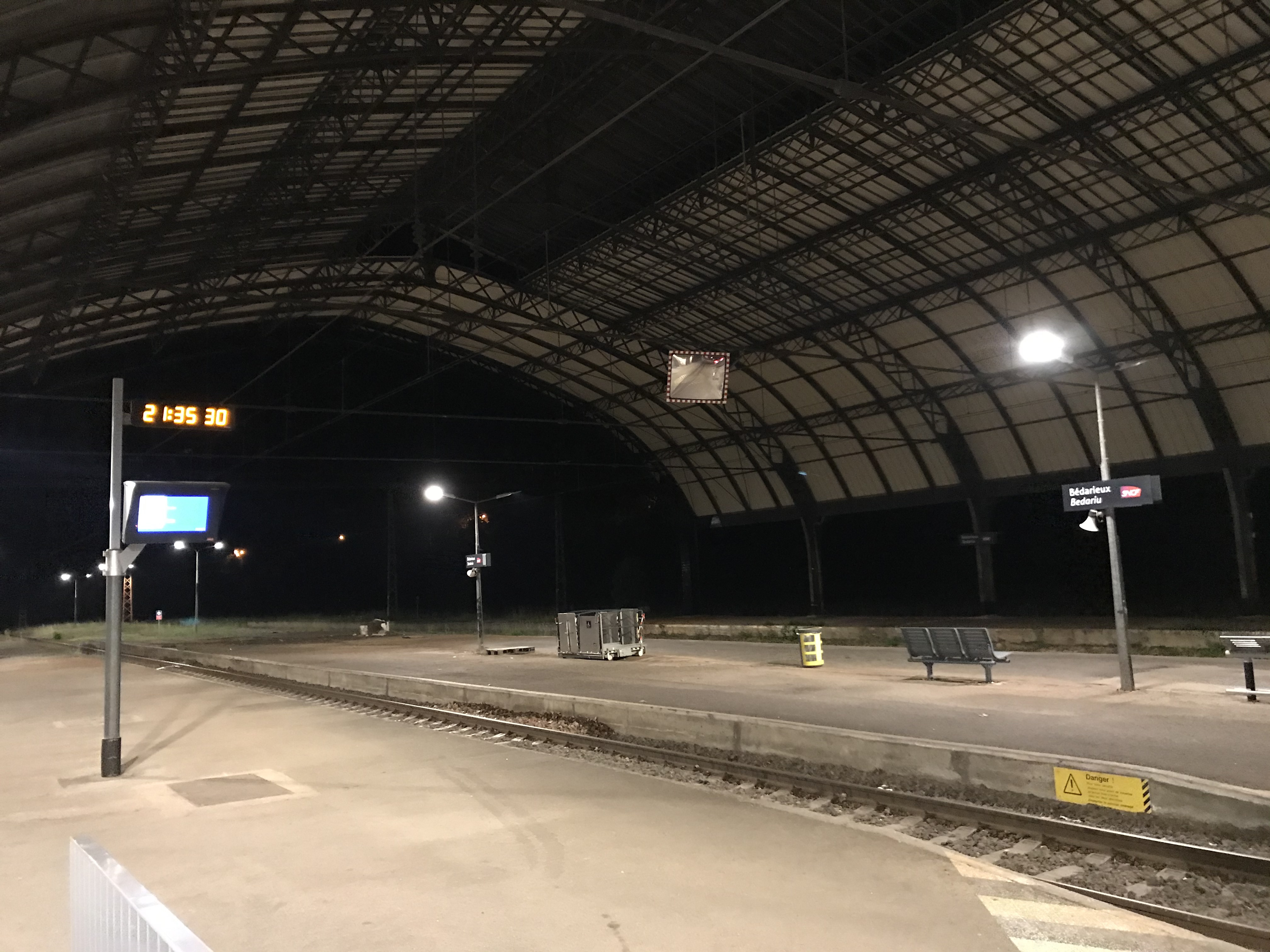
夜间的贝达里约火车站站台

### 公路
埃罗省省道D35线、D146线、D908线和D909线在贝达里约境内交汇。奥克西塔尼大区下属的埃罗省城际客运提供巴士线路，可前往蒙彼利埃、克莱蒙莱罗、贝济耶等地。
| 57 | 30 |

| 蒙彼利埃 | 74 |

| 贝济耶 | 35 |

| 克莱蒙莱罗 | 28 |

2019年，53.1%的贝达里约家庭拥有至少一辆私人汽车。2018年，贝达里约境内共发生各类交通事故2起，造成2人受伤，其中1人重伤。

### 铁路
贝达里约位于贝济耶－讷萨格铁路上。贝达里约站位于市区西南部，该站每天停靠一般往返于克莱蒙费朗和贝济耶之间的城际列车，以及数班始发前往贝济耶的区域列车。

### 航空
距离贝达里约最近的民用航空站为贝济耶机场，距离贝达里约市中心的公路里程约47公里。

### 城市公共交通
截至2022年12月，贝达里约暂无城市公共交通系统。

## 政治

### 市政内阁

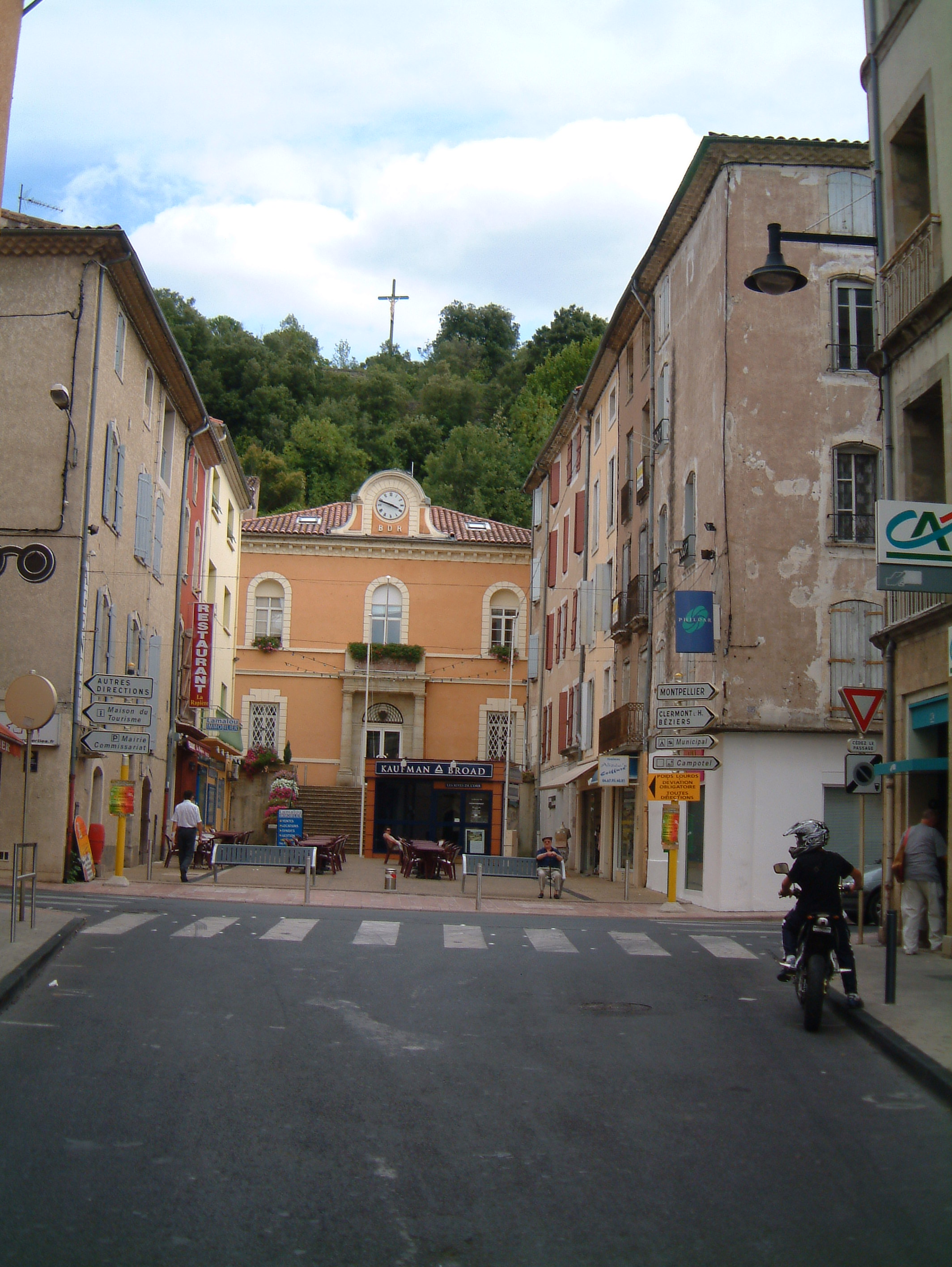
贝达里约市政厅及前方的罗贝尔·舒曼广场

贝达里约的现任市长为弗朗西斯·巴尔斯先生（Francis BARSSE），他是一名右翼无党派人士，在2020年的市政选举中获得了38.49%的支持率。
| 贝达里约历届市长 | 贝达里约历届市长                 | 贝达里约历届市长            |
| 任期             | 市长                             | 党派                        |
| ---------------- | -------------------------------- | --------------------------- |
| 1944年－1945年   | Roger Bonniot 罗歇·博尼奥        | 不详                        |
| 1945年－1947年   | Lucien Lebarbie 吕西安·勒巴尔比  | 不详                        |
| 1947年－1959年   | Henri MAFFRE 亨利·马夫尔         | SFIO工人国际法国支部        |
| 1959年－1977年   | René PAGÈS 勒内·帕热斯           | PCF法国共产党               |
| 1977年－1983年   | Marcel ROQUES 马塞尔·罗克        | UDF法国民主联盟             |
| 1983年－2020年   | Antoine MARTINEZ 安托万·马尔蒂内 | PCF法国共产党 →PS社会党     |
| 2020年－         | Francis BARSSE 弗朗西斯·巴尔斯   | PS社会党 →DVG左翼无党派人士 |

### 各级选举
| 贝达里约历届投票选举结果 | 贝达里约历届投票选举结果 | 贝达里约历届投票选举结果 | 贝达里约历届投票选举结果 | 贝达里约历届投票选举结果   | 贝达里约历届投票选举结果 | 贝达里约历届投票选举结果 | 贝达里约历届投票选举结果   | 贝达里约历届投票选举结果 | 贝达里约历届投票选举结果 |
| 选举项目                 | 选举范围                 | 选区单位                 | 选区单位内的选举结果     | 选区单位内的选举结果       | 选区单位内的选举结果     | 选区单位内的选举结果     | 选区单位内的选举结果       | 选区单位内的选举结果     | 参考资料                 |
| 选举项目                 | 选举范围                 | 选区单位                 | 第一轮胜出者             | 第一轮胜出者               | 支持率                   | 第二轮胜出者             | 第二轮胜出者               | 支持率                   | 参考资料                 |
| ------------------------ | ------------------------ | ------------------------ | ------------------------ | -------------------------- | ------------------------ | ------------------------ | -------------------------- | ------------------------ | ------------------------ |
| 2017年法國總統選舉       | 法國                     | 市镇                     |                          | 让-吕克·梅朗雄             | 32.83%                   |                          | 埃马纽埃尔·马克龙          | 55.74%                   | [ 31 ]                   |
| 2017年法国立法选举       | 埃罗省第五选区           | 市镇                     |                          | 菲利普·于佩                | 24.75%                   |                          | 菲利普·于佩                | 58.62%                   | [ 31 ]                   |
| 2019年欧洲议会选举       | 法國                     | 市镇                     |                          | 若尔当·巴尔代拉            | 29.62%                   | （不适用）               | （不适用）                 | （不适用）               | [ 33 ]                   |
| 2021年法国省级选举       | 埃罗省                   | 县                       |                          | 让-吕克·法利普 玛丽·帕西厄 | 43.27%                   |                          | 让-吕克·法利普 玛丽·帕西厄 | 67.62%                   | [ 34 ]                   |
| 2021年法国省级选举       | 埃罗省                   | 市镇                     |                          | 让-吕克·法利普 玛丽·帕西厄 | 44.14%                   |                          | 让-吕克·法利普 玛丽·帕西厄 | 69.02%                   | [ 34 ]                   |
| 2021年法国大区选举       | 奧克西塔尼大區           | 市镇                     |                          | 卡萝尔·德尔加              | 45.16%                   |                          | 卡萝尔·德尔加              | 62.35%                   | [ 35 ]                   |
| 2022年法国总统选举       | 法國                     | 市镇                     |                          | 玛丽娜·勒庞                | 28.58%                   |                          | 玛丽娜·勒庞                | 57.9%                    | [ 31 ]                   |
| 2022年法国立法选举       | 埃罗省第五选区           | 市镇                     |                          | 皮埃尔·波拉尔              | 29.89%                   |                          | 皮埃尔·波拉尔              | 53.32%                   | [ 31 ]                   |

## 人口
2019年，贝达里约市镇人口数量为5,743，在法国排名第1,917位。其中男性2,767人，女性2,976人，75岁及以上人口占13.1%，外籍人口数量为301人，人口密度为206人/平方公里，当地居民被称为（男性）或（女性）。2020年，贝达里约境内出生47人，死亡人口93人。
| 贝达里约1901年－2019年人口变化情况 |
|                                    |
| 数据来源：Cassini、INSEE           |

## 经济
贝达里约是一个区域性的中心城市。截止2022年12月，贝达里约市镇范围内共有各类用人单位（包含自雇）1,026家，平均历史为17年，其中99.44%为中小型企业（PME），2022年10月至12月间，当地的经济活力指数为0.19%。（零售）、（工程预备）及（工程设计）是当地2021年营业额最高的三个企业，分别为16,337,756欧元、1,967,710欧元和1,699,609欧元。

## 财政与居民收入
2021年，贝达里约的财政收入总额为8,037,420欧元，财政支出总额为7,408,110欧元，当年的债务总额为5,631,040欧元。2021年，贝达里约市镇共获得1,227,097欧元的国家财政补助，比上一年增加了4.14%。
2020年，贝达里约的人均月收入总额为2,009欧元，其中高级职员为4,971欧元，高于法国平均水平（4,230欧元）；中级职员为2,209欧元，低于法国平均水平（2,411欧元）；普通职员为1,581欧元，低于法国平均水平（1,740欧元）。
2019年，贝达里约境内的青壮年（15至64岁）失业率为25.8%，当地31.6%的家庭拥有纳税资格，平均纳税2,219欧元，低于法国平均水平（3,910欧元）。

## 社会事务

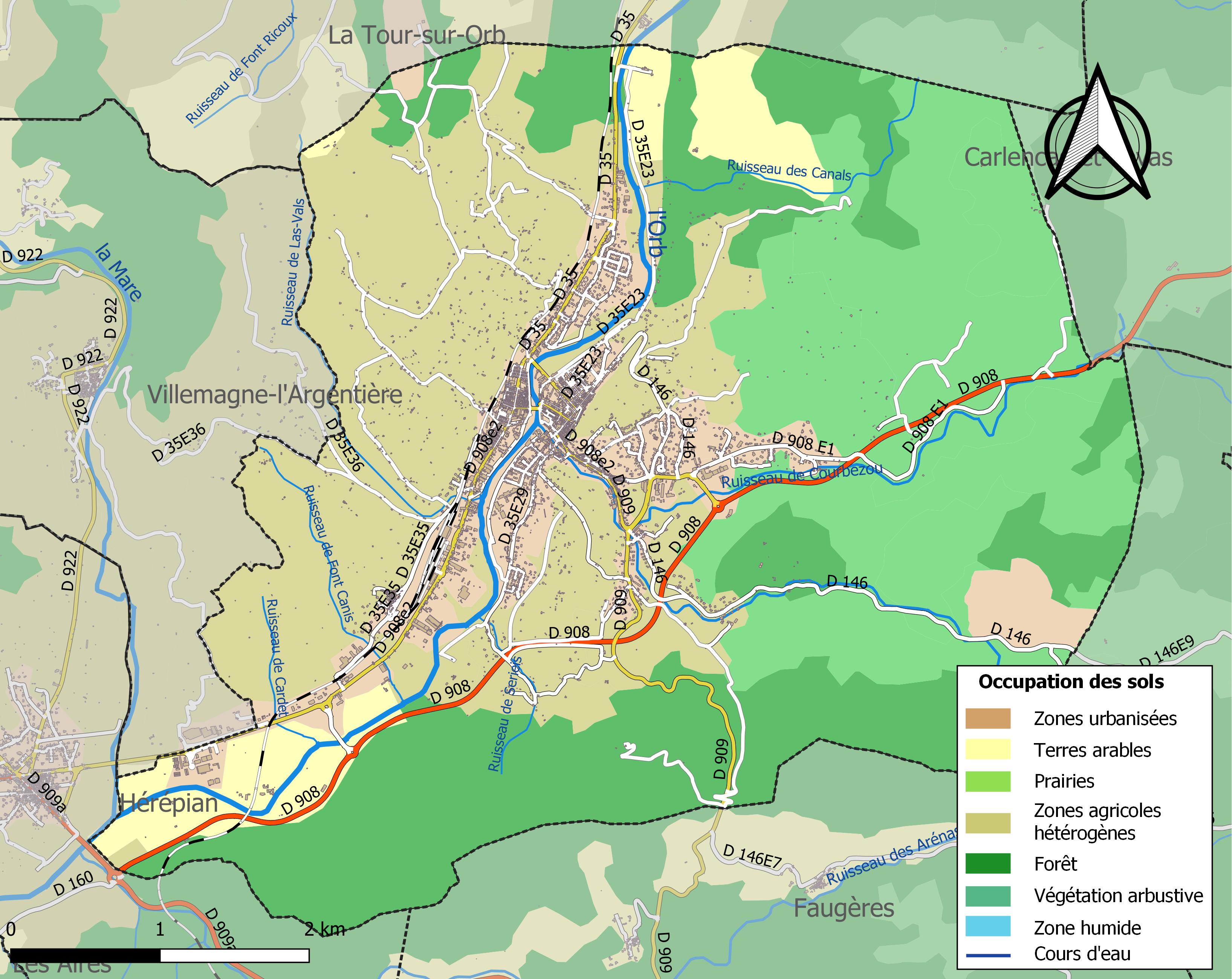
贝达里约土地利用情况地图

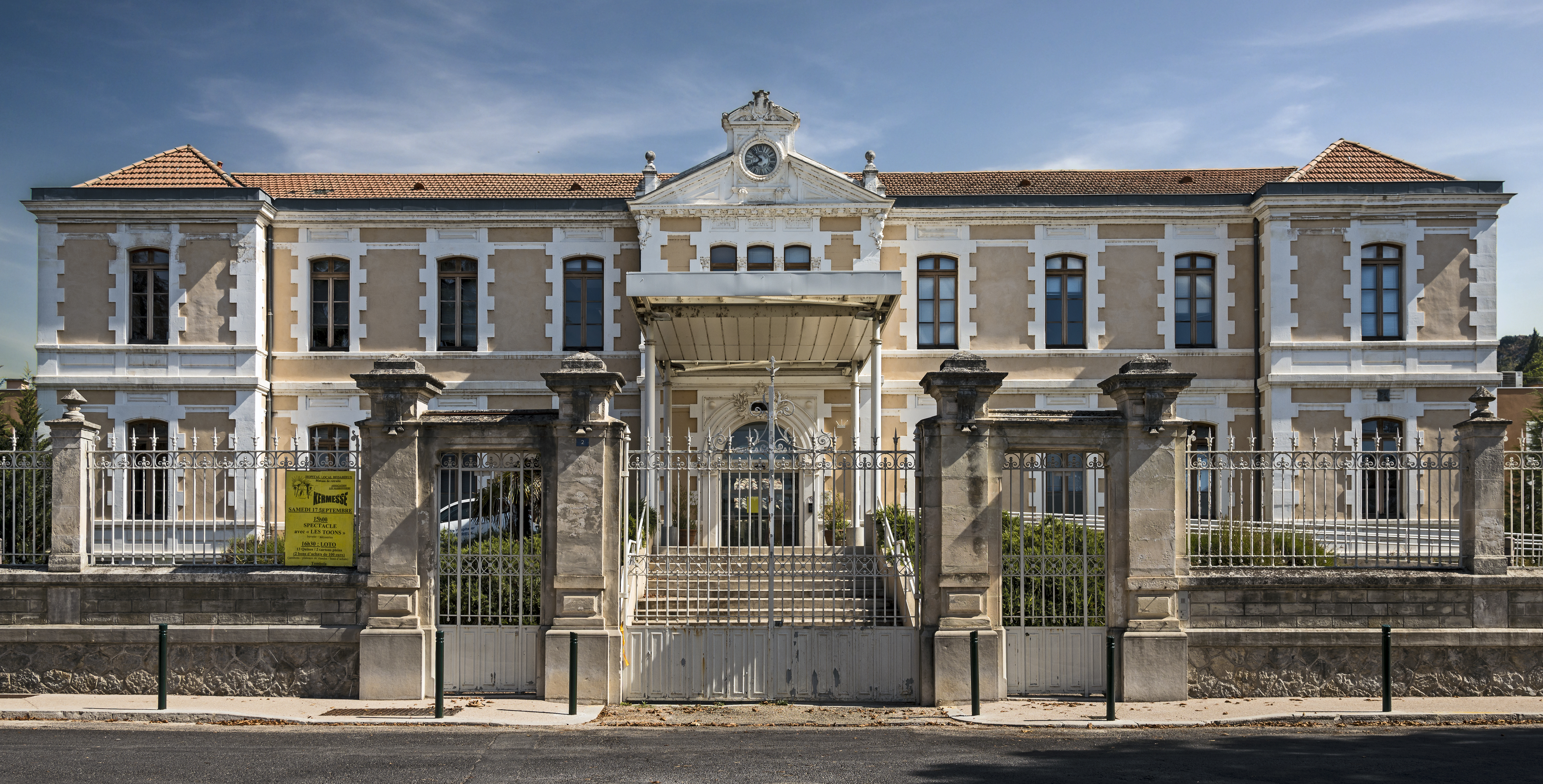
贝达里约中心医院

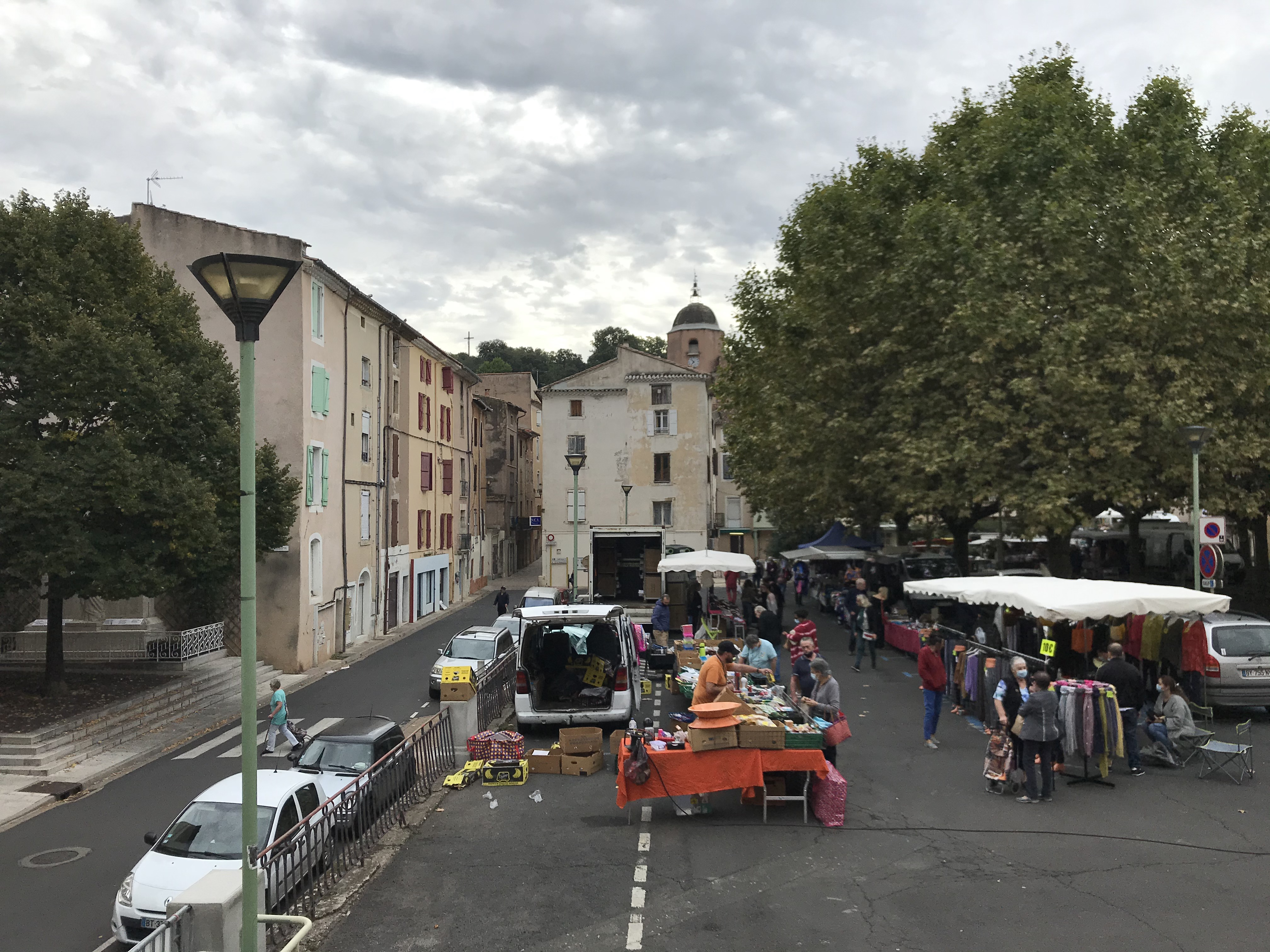
贝达里约露天集市

### 教育
贝达里约属于蒙彼利埃学区。截止2021年1月1日，贝达里约境内共有3所幼儿园、2所小学、2所初级中学、1所普通高中和2所职业高中。2018至2019学年度，贝达里约境内共有在校中等教育阶段学生1,512名。

### 医疗
截止2021年1月1日，贝达里约境内共有全科医生8名、保健师14名、牙医7名、护士28名、耳科医生1名、眼科医生1名、助产士1名和妇科医生1名。境内共有药房3家、养老院1家、残疾人帮扶中心1家。
贝达里约中心医院（Centre Hospitalier de Bédarieux）是法国的一个区域性医疗机构，其主病区位于贝达里约市区，设有床位40个，是当地规模最大的公立综合性医院。

### 住房
2019年，贝达里约境内共有各类住房4,156套，其中49.9%为独立式居民区，49.7%为集中式居民区。常住房屋占贝达里约市镇范围内居民建筑总量的71.2%。
在住房保障政策方面，2021年，贝达里约境内共有951户家庭获得了住房经济补助，受益人数占总人口数量的16.6%，其中927份为房租补助。

### 商业
2021年，贝达里约境内共有各类实体商铺166家，其中餐厅18家、大型超市5家、杂货店3家、面包房4家、肉铺3家、书店3家、装饰品店1家、银行门店3家、美容美发店12家、汽车维修店11家。市区西南部建有一家家乐福购物超市。

### 体育
2021年，贝达里约境内共有1家游泳池、2间体育馆、5处网球场、1处足球或橄榄球场以及2处篮球或排球场。
截至2022年12月，大奥尔布前进体育足球俱乐部（Entente Sportive Grand Orb Foot，编号582193）是贝达里约境内唯一的一家注册足球俱乐部，其主队2022至2023赛季参加埃罗省足球联赛乙组（法国第十级别），其主场为勒内·沙尔体育中心（Complexe Sportif René Char）。

### 环境
贝达里约的环境事务由其所属的大奥尔布市镇公共社区联合各级政府协调负责。2021年，贝达里约境内共有1家污染企业。

### 治安
2021年，贝达里约市镇范围内共有1处宪兵队。
贝达里约及其附近的共109个市镇是贝济耶国家宪兵队（zone gendarmerie de Béziers）的管辖范围。2020年，该宪兵队累计记录各类案件4,196起，其中盗窃类案件2,057起，经济类案件557起，毒品交易类案件419起。

## 文化
2021年，贝达里约境内共有1家电影院。贝达里约境内建有多媒体中心，每周二至六向公众开放。

### 建筑
贝达里约境内有多处历史建筑，其中拉巴斯蒂德圣拉斐尔小教堂为法国国家文物保护单位，此外镇中心的圣亚历山大教堂（Église Saint-Alexandre de Bédarieux）是当地的地标性建筑物。

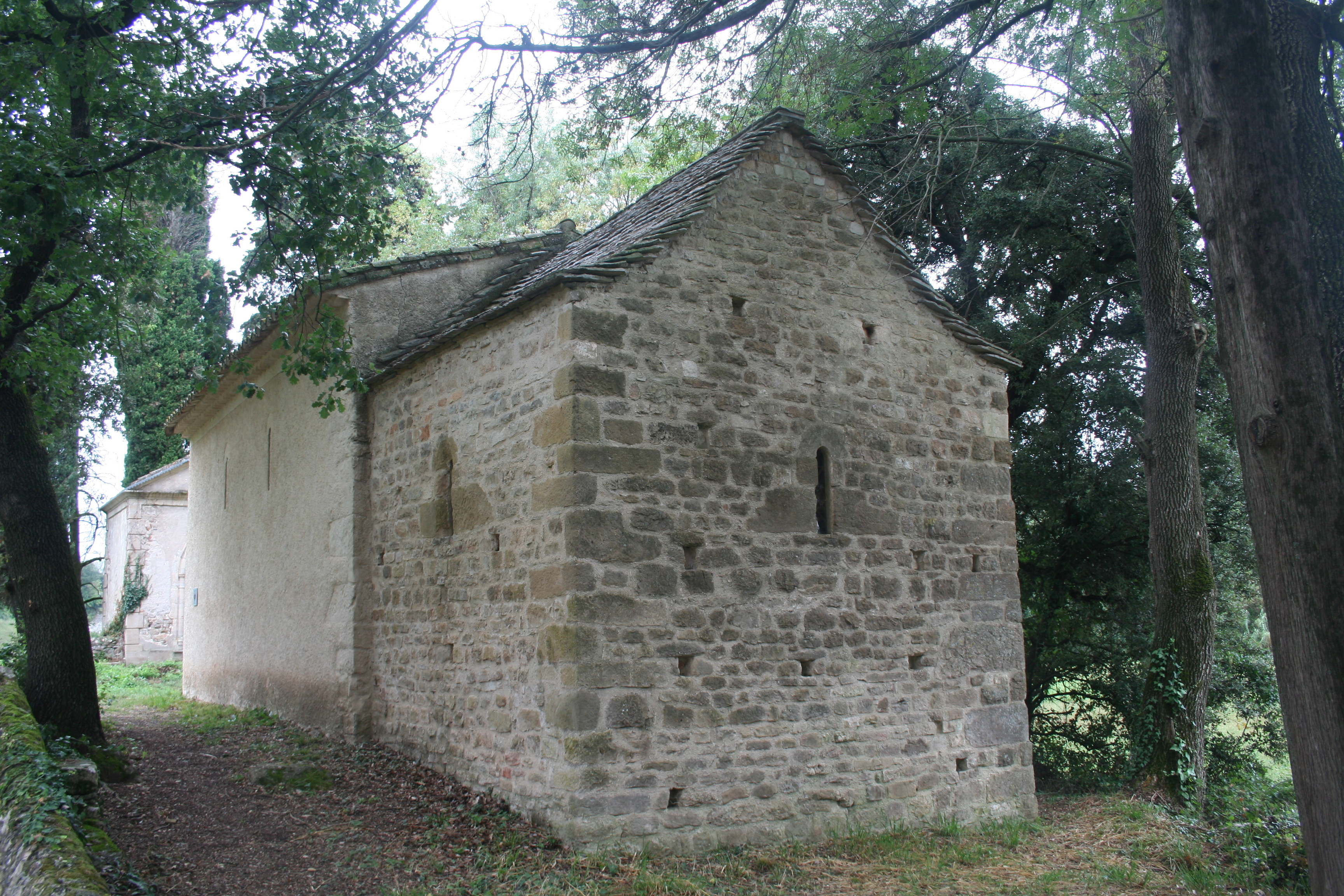
圣拉斐尔小教堂（法语：Chapelle Saint-Raphaël de la Bastide）
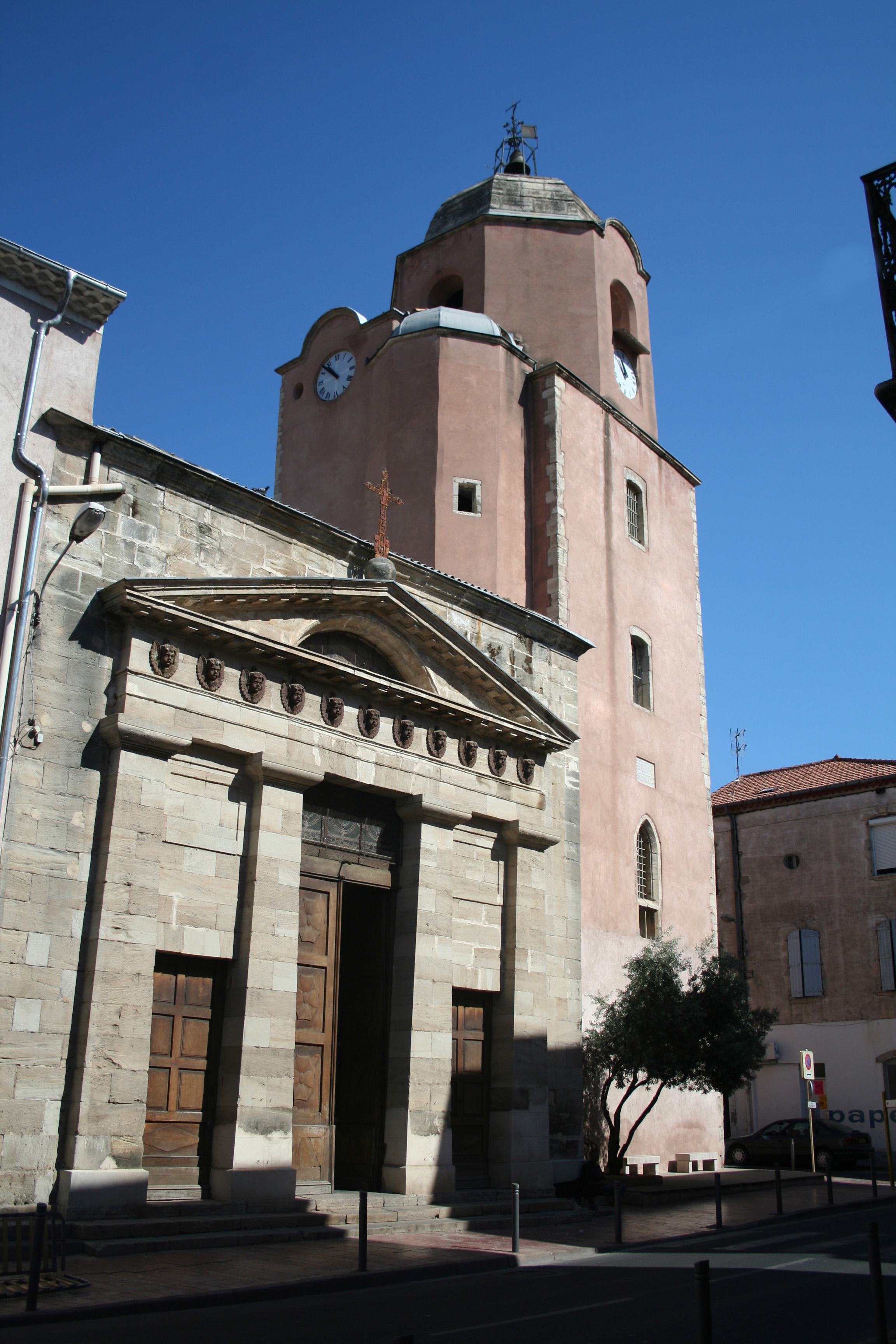
圣亚历山大教堂
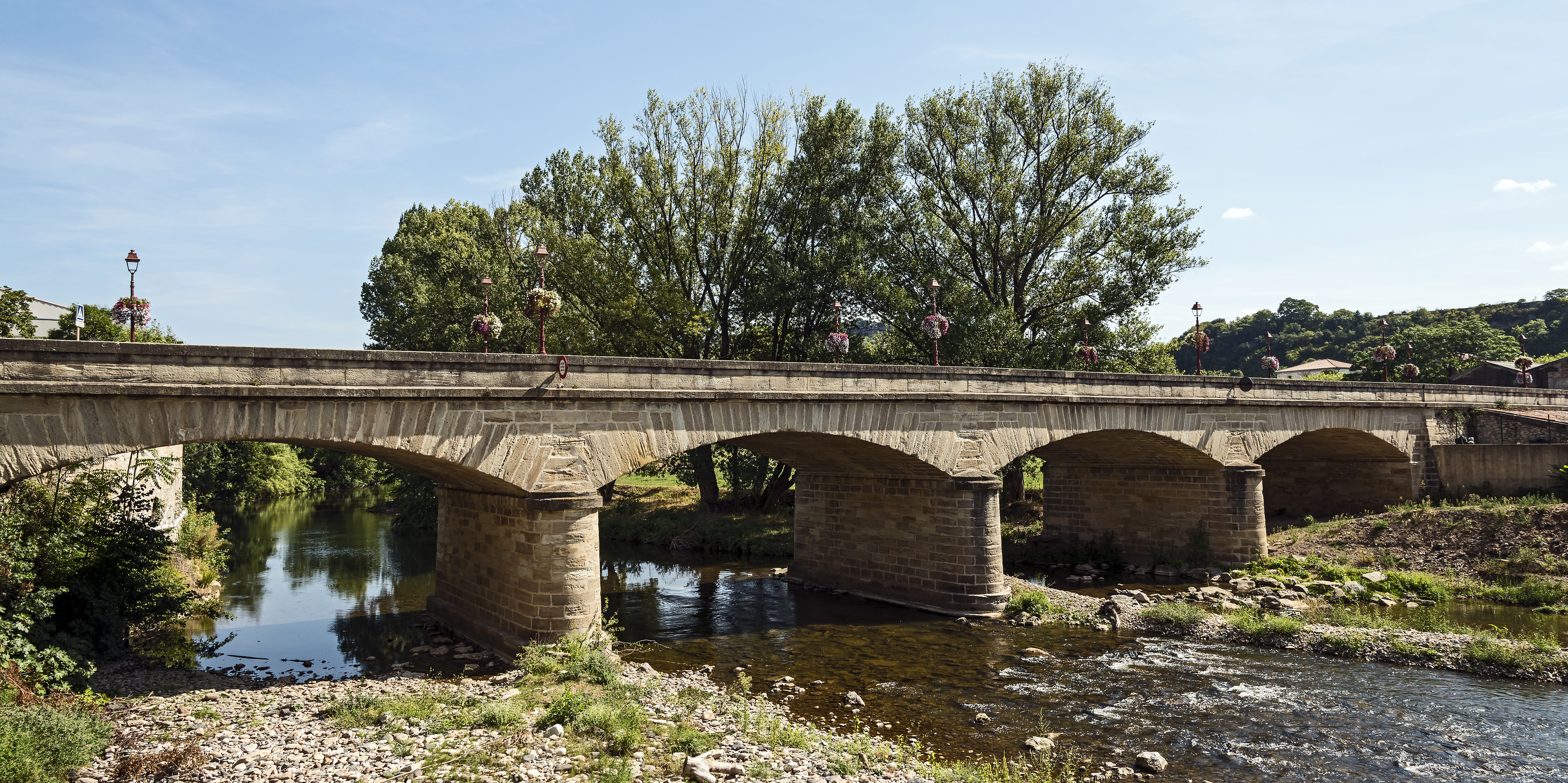
奥尔布河桥
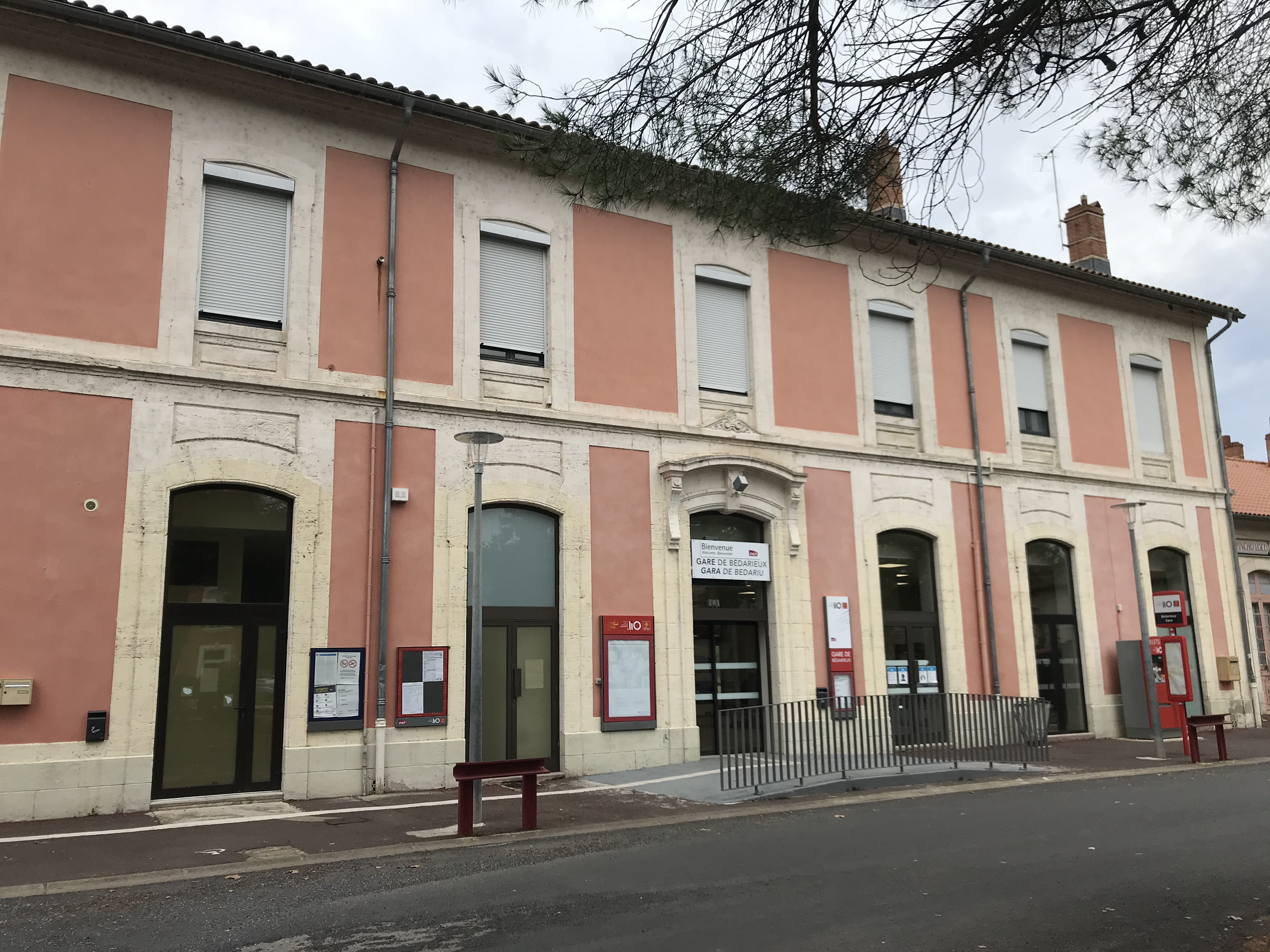
贝达里约站（法语：Gare de Bédarieux）主站房
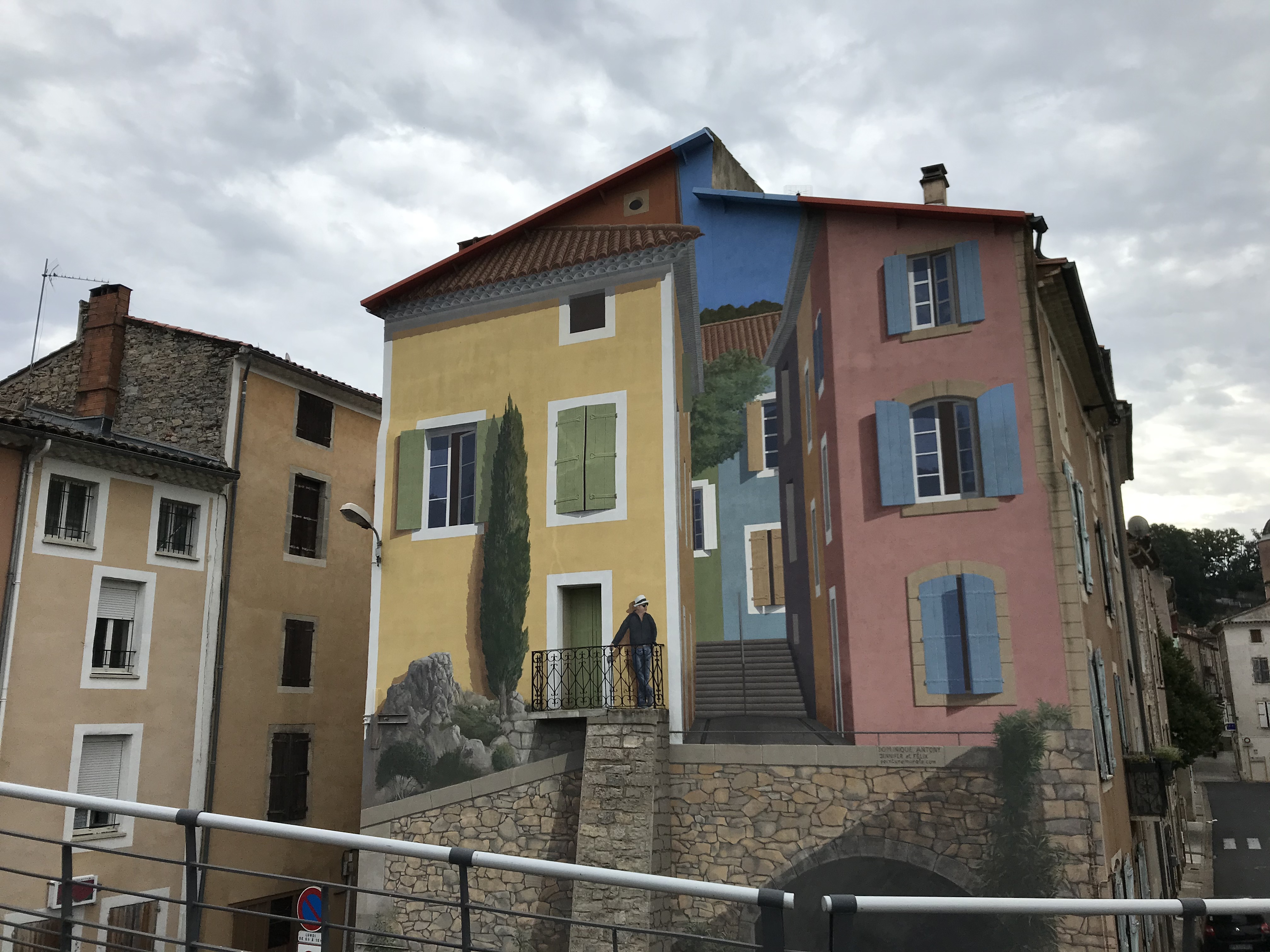
一处建筑外墙画
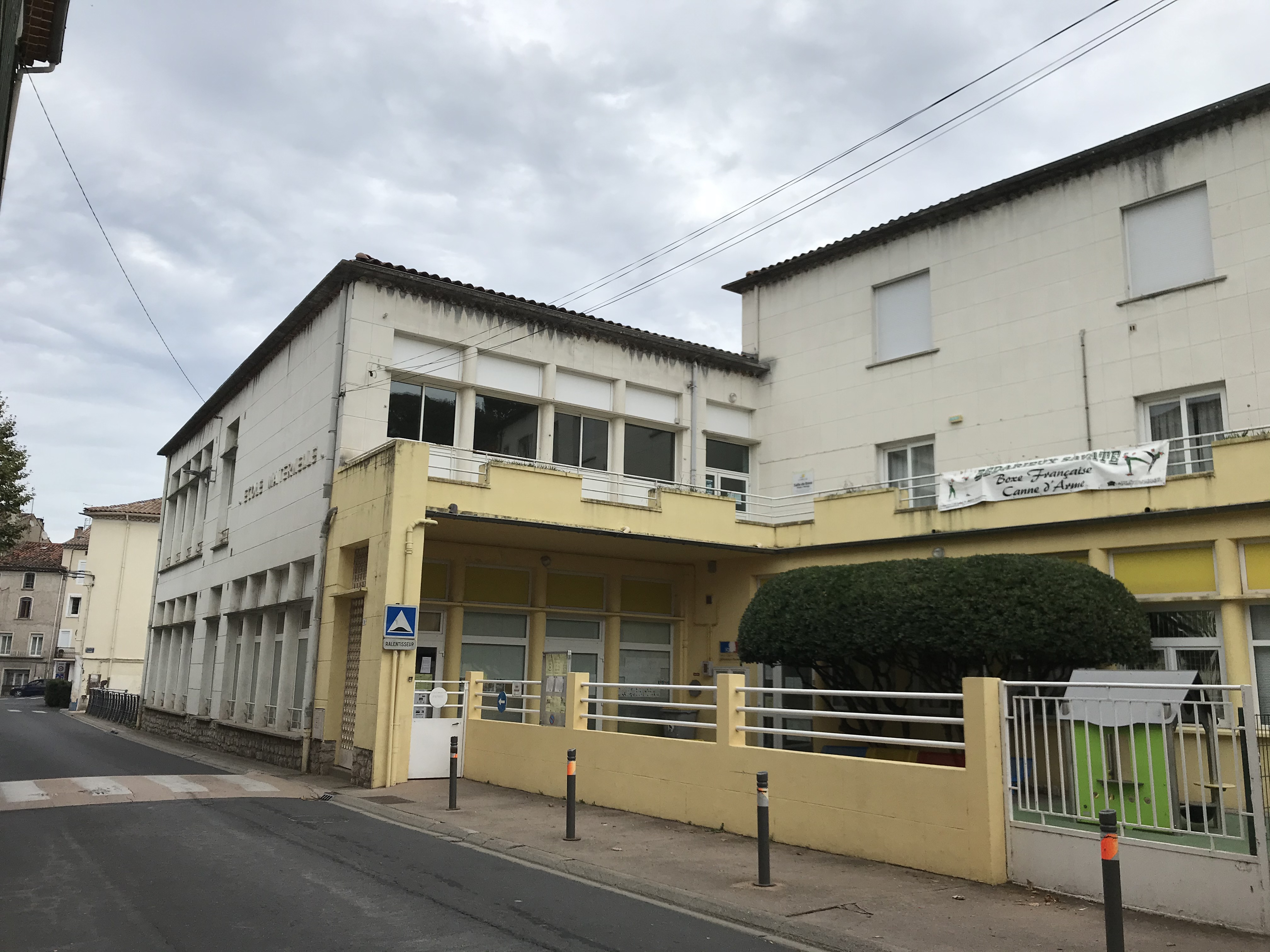
雅克·普雷韦小学
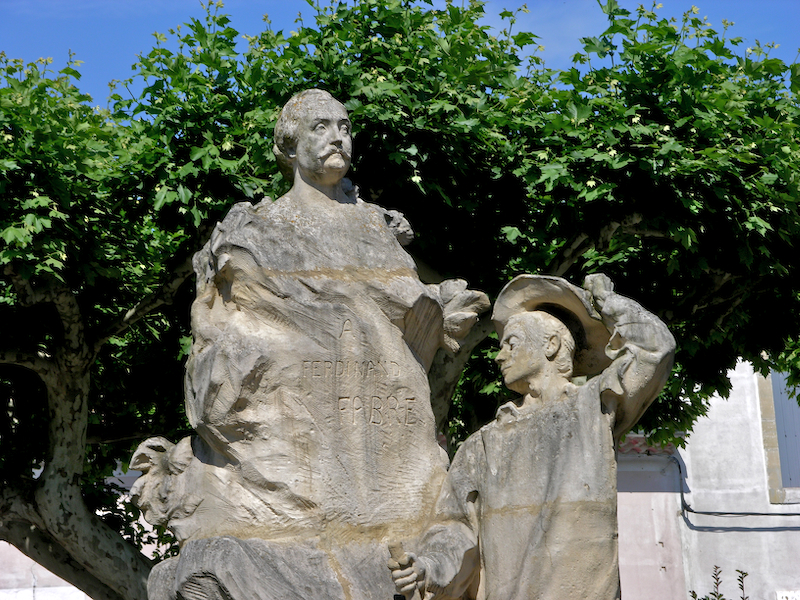
费尔迪南·法布尔（法语：Ferdinand Fabre）雕像

### 旅游
贝达里约的旅游事务由其所属的大奥尔布市镇公共社区负责。2022年，贝达里约境内共有1家酒店共计28间房间。

### 媒体
法国主要的媒体均可在贝达里约接收，法国电视三台下属的奥克西塔尼大区频道在部分时段播出贝达里约所属区域的地方新闻。奥克西塔尼蒙彼利埃电视台、《自由南部》、蓝色法兰西埃罗广播等是当地主要的地方性媒体。

## 相关人物
法国作家费尔迪南·法布尔、画家皮埃尔·奥古斯特·考特和足球运动员樊尚·坎德拉出生于贝达里约。

## 友好城市
截至2022年12月，贝达里约共与两座城市互为友好城市关系：
- 德国 阿尔高地区洛伊特基希
- 突尼西亞 梅德宁